# Stacey Cunningham
Stacey Cunningham (1974) è una banchiera statunitense dal 2018 al 2022 67º presidente della Borsa di New York (NYSE). È stata la seconda donna presidente del NYSE, ma la prima a detenere piena leadership della Borsa.

## Biografia
Da bambina, Cunningham aveva a scuola un forte interesse per la matematica e le scienze.  Successivamente ha studiato alla Lehigh University, laureandosi nel 1996 in ingegneria industriale. Ha cinque fratelli e quando era giovane suo padre lavorava presso una società di intermediazione.

## Carriera

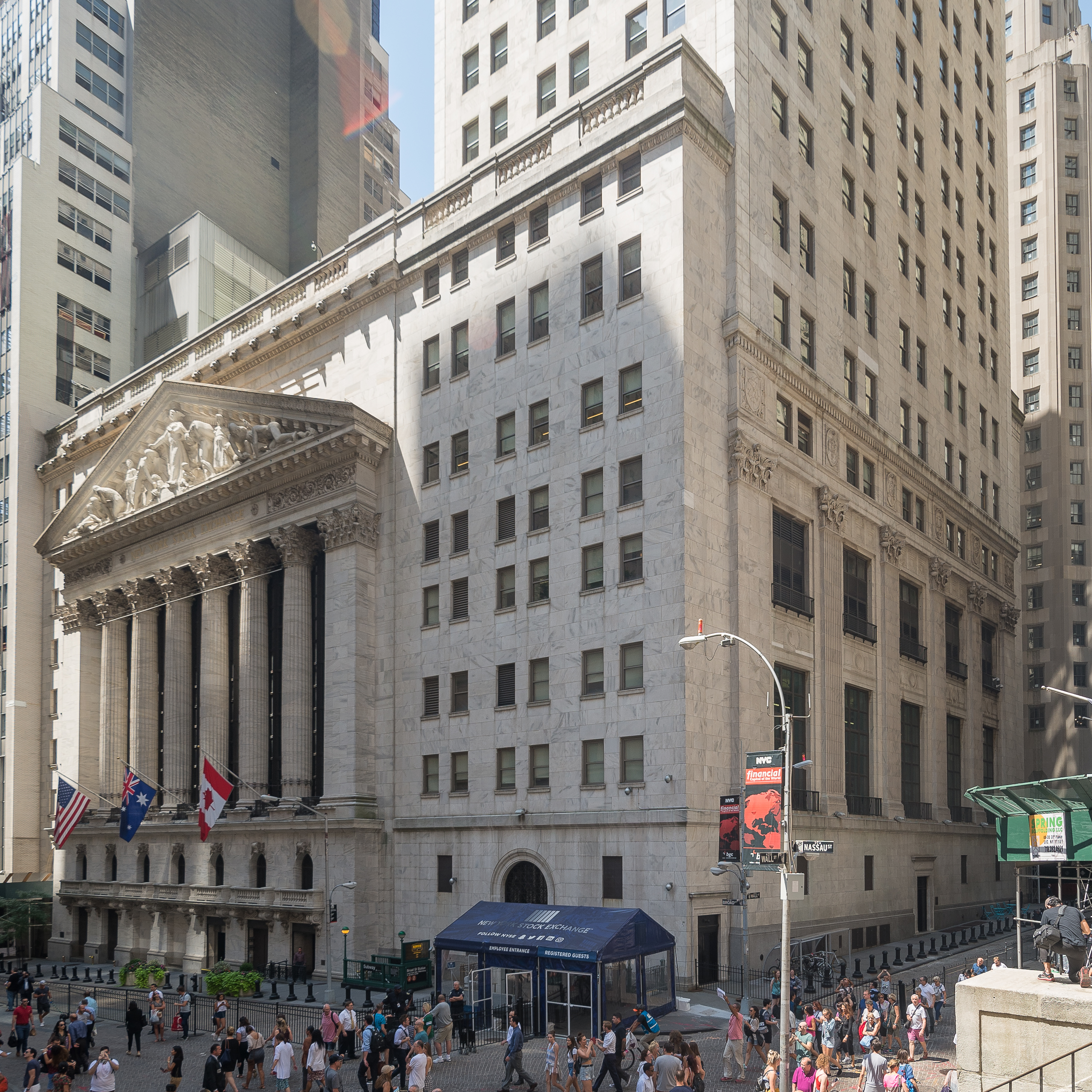
L'edificio della Borsa di New York

Nel 1994, mentre era ancora studentessa universitaria, Cunningham completò uno stage estivo al NYSE.  Due anni dopo, vi iniziò a lavorare come addetta al trading floor. All'epoca, Cunningham era una delle poche dozzine di dipendenti donne nell'area commerciale, rispetto a oltre un migliaio di dipendenti uomini. Ha trascorso otto anni come specialista per la Bank of America.
Nel 2005, sentendosi frustrata dalla mancanza di transizione tecnologica al NYSE, lasciò l'incarico e studiò all'Institute of Culinary Education, lavorando per un breve periodo come chef in un ristorante.
Dal 2007 al 2011 Cunningham ha lavorato alla Borsa Nasdaq, prima come direttore dei mercati dei capitali e poi come responsabile delle vendite per i servizi di transazione statunitensi.
Cunningham è rientrata al NYSE nel 2012. Ha ricoperto il ruolo di direttore operativo della borsa dal 2015 al 2018. Il suo lavoro prevedeva la gestione dei mercati azionari cash della borsa, la gestione delle relazioni e dei prodotti e i servizi di governance interna.

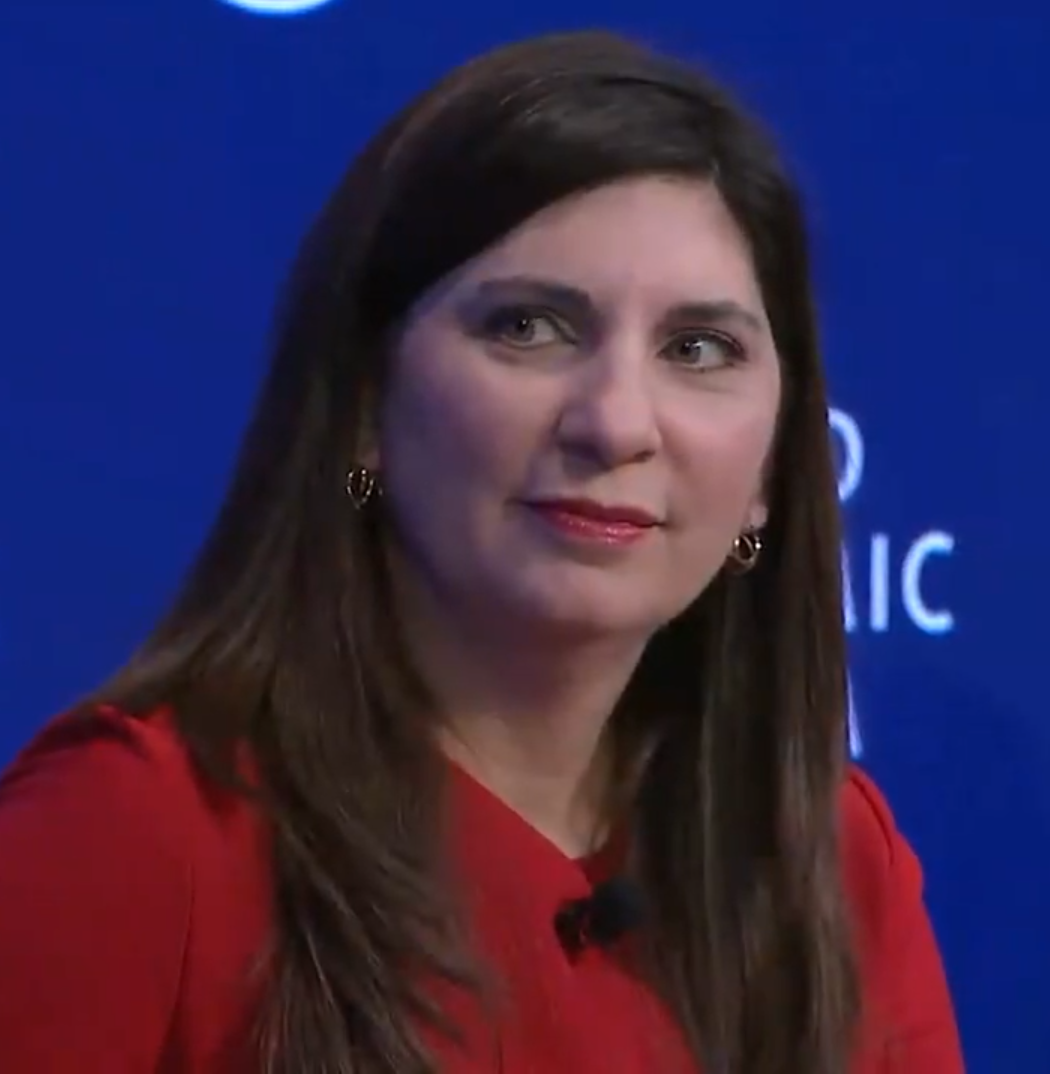
Cunningham nel 2020

Il 22 maggio 2018, all'età di 43 anni, Cunningham è stata nominata 67º presidente del NYSE, succedendo a Thomas Farley.  Cunningham è la prima donna ad essere nominata presidente del NYSE.  Sebbene Catherine R. Kinney fosse stata co-presidente della borsa nel 2002, all'epoca la posizione non comportava la piena leadership, essendo fermamente supervisionata dall'amministratore delegato o dal presidente del NYSE. In un'intervista con i giornalisti, Cunningham ha affermato di aver gestito il lavoro in ambienti tradizionalmente dominati dagli uomini - come le borse o le scuole di ingegneria - senza mai mostrare alcun dubbio su "se dovrei o meno essere dove ero”.
Nel dicembre 2021, Cunningham ha annunciato che intendeva dimettersi dal suo ruolo di presidente del NYSE e entrare a far parte del consiglio di amministrazione della Borsa; il 3 gennaio 2022 il dirigente dell'Intercontinental Exchange Lynn Martin subentra nell'incarico.